# Todd McFarlane
Todd McFarlane (nacido el 16 de marzo de 1961 en Calgary, Alberta, Canadá) es un artista, escritor, diseñador y fabricante de juguetes. Es conocido por ser el creador (junto con David Michelinie) del personaje de las historietas de Spider-Man, Venom, el creador del famoso y oscuro antihéroe Spawn para la editorial Image Comics, y por ser el creador en 2009, del comic book Haunt. Es también es uno de los dueños del equipo de hockey sobre hielo Edmonton Oilers de la NHL.
A finales de los ochenta e inicios de los noventa, McFarlane se convirtió en una estrella entre los aficionados a las historietas por su trabajo en la franquicia Spider-Man de Marvel Comics, renovando al personaje dando como resultado tres millones de ejemplares del primer número, siendo el cómic más vendido de la historia.[cita requerida] Creó junto al historietista David Michelinie al personaje de Venom, uno de los principales y más famosos enemigos de Spiderman y en 2009 fue el cocreador del comic book Haunt. Los personajes creados por McFarlane suelen tener algo en común, que son simbiontes que toman la posesión de un humano para este ser transformado en un superhéroe o supervillano como en los casos de Venom, Spawn o Haunt.[cita requerida]
En 1992 ayudó a formar Image Comics y actualizó al héroe/antagonista Spawn, al que había creado en el colegio. Spawn se convirtió en uno de los héroes más populares de los noventa, y dio inicio a una tendencia en la que los historietistas retenían todos los derechos de propiedad sobre sus personajes, sin importar si eran publicados independientemente o no.
Actualmente, McFarlane ha ilustrado menos historietas, para dedicarse a sus empresas Todd McFarlane Productions, McFarlane Toys y Todd McFarlane Entertainment.

## Biografía
McFarlane nació en Calgary, Alberta, y se graduó del colegio William Aberhart. De adolescente, descubrió las historietas y se hizo aficionado de autores tales como John Byrne y Frank Miller, pero se sintió especialmente atraído por las ilustraciones de Michael Golden, Gil Kane y especialmente Art Adams.
A inicios de la década de los ochenta, McFarlane ingresó a la Eastern Washington University por medio de una beca deportiva (de béisbol) y estudió diseño gráfico. Tenía entre sus planes dedicarse al béisbol profesionalmente después de graduarse, pero en su año como júnior sufrió una lesión de tobillo que acabó con su carrera. Mientras cursaba sus estudios universitarios, trabajó en una tienda de historietas en Spokane, Washington, mientras ciertos dibujos que había hecho de superhéroes de Marvel y DC se vendían en tiendas locales, y en poco tiempo empezó a trabajar para ambas editoriales.
En 1987 se unió al escritor David Michelinie para trabajar en el cómic The Amazing Spider-Man de Marvel. McFarlane cambió la apariencia del superhéroe, volviéndolo más parecido a una araña, con miembros más delgados y ciertamente largos pero fuertes y con ojos más grandes. También ayudó a crear a Venom, uno de los villanos más populares de Marvel. Su interpretación de Spiderman no solo influyó a muchos de los artistas que trabajaron en adelante en el personaje, sino que convirtió a McFarlane en una estrella de la industria de las historietas.
McFarlane dejó Marvel junto con otros seis artistas populares para formar Image Comics, una compañía bajo la cual cada uno tenía su propia editorial. El estudio de McFarlane, Todd McFarlane Productions, publicó Spawn, cuyo primer número vendió más de un millón y medio de copias, aun un récord para una historieta independiente. Él mismo escribió e ilustró los primeros siete números, pero contó ocasionalmente con escritores tales como Alan Moore, Neil Gaiman, Dave Sim, Grant Morrison, Greg Capullo y Frank Miller para los números siguientes, mientras McFarlane contribuía con las ilustraciones.

### Todd McFarlane Productions
Es la compañía que está detrás de la revista mensual Spawn. La revista se estrenó en mayo de 1992, alcanzando los 1.7 millones de ejemplares vendidos. Spawn es publicado en nueve idiomas y se distribuye en más de 32 países.

### McFarlane Toys
En 1994 Todd McFarlane fundó McFarlane Toys, una línea de figuras de acción meticulosamente esculpidas de Spawn, con la cual produjo un gran impacto en la industria de los juguetes. La empresa se enfoca en consumidores maduros, actualmente cuenta con los derechos para producir figuras de acción de los atletas de los cuatro deportes más populares en Estados Unidos: Béisbol, Hockey, Fútbol americano y Baloncesto.
Franquicias para videojuegos que actualmente desarrolla son Halo, Assassin's Creed, Titanfall, FNaF etc. Entre las series cuenta con Tokyo Ghoul, The Walking Dead (serie de televisión), Naruto, etc.
Las figuras de acción de músicos, consta de Jim Morrison, Jimi Hendrix, Ozzy Osbourne, Kiss, Mötley Crüe, The Beatles, Elvis Presley, Eddie de Iron Maiden, Metallica, etc.
Creó una serie de muñecos basados en una versión siniestra del Mago de Oz, incluye una versión de Dorothy Gale siendo torturada y abusada sexualmente por dos enanos deformes llamado Munchkis que la flagelan mientras se encuentra atada en una pose sadomasoquista, un León que, lejos de ser cobarde, parece ser feroz, un Espantapájaros siendo lastimado por cuervos que le sacan los ojos, un Hombre de Hojalata con forma de robot asesino, un Mago de Oz usando un casco insectoide, entre otros.
Esta colección se incluye en sus varias series de figuras de acción de Horror, Fantasía y Ciencia Ficción, junto con series de dragones, monstruos clásicos, cuentos de hadas trastornados de la misma manera que el mago de Oz, una serie con famosos personajes aterradores de la historia, y algunas colecciones de sangrientas y bellamente aterradoras figuras, como almas siendo torturadas horriblemente o un desfile monstruoso, lanzadas en conjunto con Clive Barker.

### Todd McFarlane Entertainment
En 1996 McFarlane fundó Todd McFarlane Entertainment, un estudio cinematográfico y de animación.
En colaboración con New Line Cinema, produjo la película Spawn (1997); recaudando $87,840,042 millones de dólares. También produjo la serie animada Todd McFarlane's Spawn, dos veces ganadora del Premio Emmy, transmitida por HBO y los aclamados videos musicales para las canciones "Do the Evolution" (1998) de Pearl Jam, nominado para los premios Grammy que no terminó en un premio. "Freak on a Leash" (1999) de KoЯn el cual si logró recibir un premio Grammy y "Land of Confusion" (2005) de Disturbed. Además, el estudio produjo el segmento animado de la película The Dangerous Lives of Altar Boys (2002).
Recientemente Curt Schilling, de los Boston Red Sox, se unió con McFarlane para formar Green Monster Games, un estudio de juegos en línea. McFarlane también creó el personaje Necrid para el videojuego Soulcalibur II, e ilustró la portada del álbum Ten Thousand Fists de Disturbed.
En enero de 2005, McFarlane anunció que iba a producir una serie de televisión para la FOX llamada Twisted Tales, inspirada en la historieta del mismo nombre de Bruce Jones, cuyos derechos había adquirido.